# Grzegorz Wojs
Grzegorz Wojs est un céiste polonais pratiquant le slalom.

## Palmarès

### Championnats d'Europe de canoë-kayak slalom
- 2009 à Nottingham   Royaume-Uni
  -  Médaille de bronze en C2 par équipe